# Awolnation
Awolnation, ibland skrivet AWOLNATION, är ett amerikanskt elektroniskt rockband, bildat 2010 av Aaron Bruno (tidigare i Home Town Hero och Under the Influence of Giants).

## Medlemmar
Nuvarande medlemma
- Aaron Bruno (AWOL) – sång, gitarr
- Drew Stewart (Drublood) – sologitarr, bakgrundssång
- Kenny Carkeet (Y.A.) – keyboards, bakgrundssång, gitarr
- David Amezcua (The Rhino) – basgitarr, bakgrundssång
- Isaac Carpenter – trummor

Tidigare medlemmar
- Christopher Thorn – sologitarr
- Hayden Scott – trummor
- Devin Hoffman – bas, keyboards, bakgrundssång
- Tony Royster Jr. - trummor

## Diskografi
Album
- 2011 – Megalithic Symphony

EP
- 2010 – Back from Earth
- 2012 – RE/SAIL
- 2012 – I've Been Dreaming

Singlar
- 2011 – Sail
- 2011 – Not Your Fault
- 2012 – Kill Your Heroes
- 2013 – Thiskidsnotalright